# جامعة نيو برونزويك
جامعة نيو برونزويك هي جامعة عامة في كندا، تأسست عام 1785. تقع في مدن فريدريكتون، سانت جون.

## إحصائيات
يبلغ عدد طلاب الجامعة 10,638 طالب، منهم 1,577 طالب دراسات عليا.